# Hendrik Demoen
Hendrik Jozef Demoen (Esen, 6 september 1895 - Oostende, 8 maart 1969) was een Vlaams-nationalistisch mandataris en oorlogsburgemeester van Roeselare.

## Levensloop
In 1914 beëindigde Demoen de poësis in het Klein Seminarie van Roeselare.
In 1915 werd hij oorlogsvrijwilliger. Aan het front nam hij deel aan de Frontbeweging, die Vlaamse verzuchtingen propageerde.
Na de oorlog werkte hij als bediende of vertegenwoordiger. In 1925 vestigde hij zich in Roeselare en nam er actief deel aan het culturele leven.
Van 1926 tot 1932 was hij gemeenteraadslid. Nadien en tot aan de oorlog stond hij op lijsten voor wetgevende of gemeentelijke verkiezingen, maar zonder te worden verkozen. In 1933 trad hij toe tot het VNV.

## Oorlogsburgemeester
Met de steun van zijn schoonbroer Reimond Tollenaere werd Demoen op 1 juli 1941 met de goedkeuring van de bezetter tot burgemeester van Roeselare aangesteld. Hij nam actief deel aan het oproepen tot strijd aan het Oostfront. Nadat zijn schoonbroer aan dat front gesneuveld was, herdoopte hij het Wapenplein tot Reimond Tollenaereplein.
Hij was ook actief binnen de DeVlag. Daarnaast nodigde hij heel wat nationale collaborerende figuren naar Roeselare uit, om er aan Vlaamsgezinde manifestaties deel te nemen.

## Na de oorlog
Demoen werd in 1945 door de krijgsraad van Kortrijk tot 20 jaar gevangenis veroordeeld, waarvan hij drie jaar uitzat.
Hij werd niet meer politiek actief, maar steunde de Vlaamse Concentratie en nadien de Volksunie. Hij organiseerde in 1960 een huldebetoon aan Jeroom Leuridan en publiceerde diens biografie.
In 1964 richtte hij samen met Jozef Devroe oorlogsburgemeester van Brugge en Michiel Bulckaert oorlogsgouverneur van West-Vlaanderen de vriendenkring Trouw op voor veroordeelden wegens collaboratie uit de overheidssector. De kring sloot zich aan bij Broederband, een interprovinciale federatie van gelijkaardige verenigingen. Demoen werd provinciaal ondervoorzitter.

## Gezin
Het echtpaar Hendrik Demoen - Paula Saeys had zeven kinderen (vijf jongens en twee meisjes).
- Zoon Johan Demoen (Roeselare, 29 december 1929 - Tielt, 18 juli 2011) was burgerlijk bouwkundig ingenieur. Hij speelde in de jaren zeventig en tachtig van de twintigste eeuw een belangrijke rol in België voor de ontwikkeling van infrastructuurwerken, meer bepaald tijdens de jaren dat hij actief was aan de zijde van minister van Openbare Werken Jos De Saeger en vervolgens als directeur-generaal van de administratie Waterwegen en Zeewezen.
- Dochter Hendrika Demoen trouwde met de beeldhouwer Maurits Withouck

## Publicatie
- Jeroom Leuridan, recht en trouw, 1963